# Ivan Khosho
Ivan Khosho ist ein australischer Fußballspieler.

## Karriere
Ivan Khosho erlernte das Fußballspielen unter anderem in der Australasian Soccer Academy. Khosho stand bis Mitte 2025 beim australischen Verein Dandenong Thunder FC unter Vertrag. Der Verein aus Dandenong spielte in der zweiten australischen Liga, der Victorian Premier League. Hier bestritt er vier Ligaspiele. Ende Juli 2025 zog es ihn nach Thailand. Hier unterschrieb er in Nakhon Si Thammarat einen Vertrag beim Zweitligisten Nakhon Si United FC.